# Crunchyroll Anime Awards 2018
Die zweiten Crunchyroll Anime Awards fanden am 24. Februar 2018 statt und wurden im Ricardo Montalban Theater in Los Angeles, Kalifornien verliehen.
Die meisten Nominierungen erhielt das Franchise My Hero Academia (10) und konnte mit acht Auszeichnungen zudem die meisten Preise gewinnen.

## Vorgang
In drei Etappen konnten jeweils einer Woche zunächst in sechs, dann in fünf und abschließend wieder in sechs Kategorien abgestimmt werden, beginnend ab dem 22. Januar 2018. Am Ende der Abstimmungsphase wurden 2,1 Millionen Stimmen weltweit gezählt.
Insgesamt wurden Preise in 17 Kategorien vergeben. Die Kategorien Bestes Paar, Beste Kampfszene und Herzerwärmenster Moment wurden 2018 nicht vergeben. Dafür wurden mit Bester Soundtrack, Bester Film, Bestes CGI, Beste weiterlaufende Serie und Bester Slice of Life neue Kategorien hinzugefügt. Außerdem wurde bei dieser Verleihung auch erstmals und bislang zum einzigen Mal der beste Manga gekürt. Die Kategorien Held bzw. Bösewicht des Jahres wurden in Bester Held bzw. Bester Antagonist umbenannt.

## Die Verleihung
Die Verleihung der Preise fand am 24. Februar im Ricardo Montalban Theater in Los Angeles, Kalifornien statt. Die Veranstaltung wurde von Anthony Carboni und Erika Ishii moderiert. Als Laudatoren waren prominente Persönlichkeiten der westlichen Animeszene sowie diverse Webvideoproduzenten zugegen.

## Gewinner und Nominierungen
| Kategorie            | Preisträger                                                       | außerdem nominiert |
| -------------------- | ----------------------------------------------------------------- | --- |
| Anime des Jahres     | Made in Abyss                                                     | March Comes in like a Lion 2 Land of the Lustrous My Hero Academia 2 Shōwa Genroku Rakugo Shinjū 2 Little Witch Academia |
| Manga des Jahres     | My Lesbian Experience with Loneliness                             | Golden Kamuy Vol. 1 My Brother’s Husband Vol. 1 In this Corner of the World Shōwa Genroku Rakugo Shinjū Delicious Dungeon |
| Bester Film          | Your Name.                                                        | A Silent Voice In this Corner of the World Girls und Panzer: Der Film Kizumonogatari III – Kaltes Blut Fate/stay night: Heaven’s Feel |
| Beste Fortsetzung    | March Comes in like a Lion 2                                      | Mobile Suit Gundam: Iron Blooded Orphans 2 Dragon Ball Super Detektiv Conan ALL OUT!! Naruto Shippuden |
| Held des Jahres      | Izuku „Deku“ Midoriya (My Hero Academia 2)                        | Gin Minowa (Yuki Yuna is a Hero) Atsuko „Akko“ Kagari (Little Witch Academia) Kukuri (Magical Circle Guru-Guru) Chise Hatori (Die Braut des Magiers) Nanachi (Made in Abyss) |
| Bösewicht des Jahres | Stain (My Hero Academia 2)                                        | Tanya Degurechaff (Saga of Tanya the Evil) Bondrewd (Made in Abyss) Cartaphilus (Die Braut des Magiers) Hiro Shishigami (Last Hero Inuyashiki) Usagi (Juni Taisen: Zodiac War) |
| Bester Junge         | Shoto Todoroki (My Hero Academia 2)                               | Izuku „Deku“ Midoriya (My Hero Academia 2) Rei Kiriyama (March Comes in like a Lion 2) Kazuma (KonoSuba 2) Fafnir (Miss Kobayashi’s Dragon Maid) Yakumo Yūrakutai (Shōwa Genroku Rakugo Shinjū 2) |
| Bestes Mädchen       | Ochako Uraraka (My Hero Academia 2)                               | Atsuko „Akko“ Kagari (Little Witch Academia) Moriko Morioka (Recovery of an MMO Junkie) Serval (Kemono Friends) Tsuyu Asui (My Hero Academia 2) Chise Hatori (Die Braut des Magiers) |
| Beste Animation      | My Hero Academia 2                                                | Little Witch Academia Land of the Lustrous March Comes in like a Lion A Silent Voice Miss Kobayashi’s Dragon Maid |
| Bestes CGI           | Land of the Lustrous                                              | Kado: The Right Answer Re:Creators Attack on Titan 2 Knights and Magic Last Hero Inuyashiki |
| Beste Dramaserie     | Die Braut des Magiers                                             | Shōwa Genroku Rakugo Shinjū 2 March Comes in like a Lion 2 Made in Abyss Scum’s Wish ACCA: 13-Territory Inspection Dept. |
| Beste Comedyserie    | Miss Kobayashi’s Dragon Maid                                      | Mr. Osomatsu 2 Little Witch Academia KonoSuba 2 GAMERS! Tsuredure Children |
| Beste Actionserie    | My Hero Academia 2                                                | Land of the Lustrous Blood Blockade Battlefront & Beyond Mobile Suit Gundam: Iron Blooded Orphans 2 Attack on Titan 2 Fate/Apocrypha |
| Bestes Slice-of-Life | Girls’ Last Tour                                                  | Recovery of an MMO Junkie Tsukigakirei Kemono Friends Sakura Quest Interviews mit Monster-Mädchen |
| Beste Musik          | Made in Abyss                                                     | Little Witch Academia Land of the Lustrous Die Braut des Magiers ACCA: 13-Territory Inspection Dept. Re:Creators |
| Bester Vorspann      | Kenshi Yonezu – Peace Sign (My Hero Academia 2)                   | One III Notes – Shadow and Truth (ACCA: 13-Territory Inspection Dept.) JUNNA – Here (Die Braut des Magiers) Linked Horizon – Shinzō Sasageyo! (Attack on Titan 2) Void Chords feat. MARU – The Other Side of the Wall (Princess Principal) Megumi Hayashibara – mawa no Shinigami (Shōwa Genroku Rakugo Shinjū) |
| Bester Abspann       | Chorogonzu – Ishukan Communication (Miss Kobayashi’s Dragon Maid) | Yuiko Ōhara – Kirameku Hamabe (Land of the Lustrous) Daoko x Yasuyuki Okamura – Step Up LOVE (Blood Blockade Battlefront & Beyond) Yūka Aisaka – Hikari, Hikari (Recovery of an MMO Junkie) Karin Isobe, Yuna Yoshino & Lynn – behind (Just Because!) Brian the Sun – Kafune (March Comes in like a Lion)       |

- Industry Icon Award: Christopher Sabat[7]